# Conxita Mora Jordana
Conxita Mora Jordana, née le 15 avril 1955 à Andorre-la-Vieille et morte le 5 octobre 2016, est une femme politique andorrane. Elle est la première maire de la paroisse d'Andorre-la-Vieille de 1999 à 2003.
En 2007, elle est directrice de la fédération des entreprises andorranes. Entre 2009 et 2011, elle siège au Conseil général d'Andorre au sein de la Coalició pel Progrés. 